# گوستاو گوسلر
گوستاو گوسلر (انگلیسی: Gustav Goßler; ۴ آوریل ۱۸۷۹ – ۴ آوریل ۱۹۴۰) قایقران روئینگ اهل آلمان بود.